# نادی‌کورپاد
نادْیْ‌کورپاد (به مجاری:  Nagykorpád) یک منطقهٔ مسکونی در مجارستان است که در ناحیه نادی‌آتاد واقع شده‌است. نادی‌کورپاد ۳۳٫۴۲ کیلومتر مربع مساحت و ۵۷۳ نفر جمعیت دارد.